# Česká evangelikální aliance
Česká evangelikální aliance (ČEA, do roku 2003 Česká evangelická aliance) je křesťanská organizace, jejímž hlavním posláním je inspirovat evangelikální křesťany ke sdílení evangelia, službě a spolupráci, být jejich hlasem v dnešní společnosti.
První české kontakty s londýnskou Evangelikální aliancí se datují do roku 1879. V roce 1988 dal britský teolog John Stott podnět ke vzniku evangelikální aliance v Československu. Oficiálně zahájila Česká evangelická aliance svou činnost roku 1991. Prvním předsedou se stal Miroslav Heryán.
ČEA působí jako koordinátor a propojovatel řady aktivit evagelikálních a evangelikalismu blízkých církví, společenství, organizací i jednotlivých křesťanů. Mimo jiné jsou součástí ČEA tyto církve a denominace: Apoštolská církev (AC), Armáda spásy, Církev bratrská (CB), Církev Křesťanská společenství, Církev Nová naděje, Evangelická církev metodistická, Křesťanské sbory a Slezská církev evangelická augsburského vyznání (SCEAV). Od roku 2020 je předsedou aliance Zbyšek Kaleta ze SCEAV. Předchozími předsedy kromě zakladatele Heryána byli David Novák (CB), Tomáš Chvojka (CB), Petr Bartoš (AC), Karl Zolar (Operace Mobilizace), Ernest Welszar (CB) a Pavel Černý (CB). Tajemníkem aliance je Jiří Unger.
ČEA sama je členem Evropské evangelikální aliance i Světové evangelikální aliance.
Organizuje pravidelný Alianční týden modliteb.